# Advanced Tram Simulator
ATS (Advanced Tram Simulator) – komputerowy symulator tramwajowej sieci komunikacji miejskiej. Pierwsza wersja ATS stworzona została w 1995 roku na komputer Amiga. Po roku 1997 projekt został przeniesiony na platformę PC. Obecnie odwzorowane jest sterowanie i jazda wagonem Konstal 105Na, Düwag GT8, Düwag GT6, Ganz UV oraz składem wagonów Konstal N. Trwają także prace nad innymi wagonami. Sterowanie tramwajem odbywa się przy użyciu myszki oraz niektórych klawiszy.
Do symulatora możliwe jest budowanie wirtualnych tras edytorem RAINSTED. Trwają też prace nad nowym edytorem TramCAD i nowym systemem obiektów wraz z torowiskiem. Aktywna społeczność użytkowników tworzy nowe dodatki, jak np. nowe modele, czy tekstury.
Stworzona została także aplikacja Trams, w której przetestować można trasy zrobione za pomocą TramCAD.
Program ATS służy również jako aplikacja prototypowa realnego symulatora wagonu NGT6. Program połączony jest z wierną repliką
kabiny wagonu Bombardier Flexity Classic\Bombardier NGT6. Obraz wyświetlany jest na ekranie przed kabiną.
Projekt od początku swojego istnienia cieszy się zainteresowaniem Miejskiego Przedsiębiorstwa Komunikacyjnego w Krakowie. Testowa wersja Symulatora ATS NGT6 została przedstawiona w Krakowie podczas spotkania Komisji Doskonalenia Zawodowego Izby Gospodarczej Komunikacji Miejskiej. Symulator cieszy się również zainteresowaniem Politechniki Krakowskiej; obecnie kabina symulatora znajduje się w Instytucie Pojazdów Szynowych Politechniki Krakowskiej.
Druga kabina, tym razem tramwaju 105Na, została uruchomiona w Muzeum Techniki i Komunikacji w Szczecinie. Nie jest to replika, jak w przypadku NGT6, lecz wycięta kabina z tramwaju Konstal 105Na. Specjalnie przygotowana elektronika łączy urządzenia kabiny z komputerem symulacji.